# Darma (Kertanegara)
Darma is een bestuurslaag in het regentschap Purbalingga van de provincie Midden-Java, Indonesië. Darma telt 1281 inwoners (volkstelling 2010).